# Есина
Есина — опустевшая деревня в составе Ямского сельского поселения Болховского района Орловской области. Население 0 человек (2010). По данным администрации Ямского сельского поселения, опубликованным в 2017—2018 гг., деревня Есина не фиксируется

## География
Деревня расположена в центральной части Среднерусской возвышенности в лесостепной зоне, на севере Орловской области. Уличная сеть не развита.
Климат
близок к умеренно-холодному, количество осадков является значительным, с осадками в засушливый месяц. Среднегодовая норма осадков — 627 мм. Среднегодовая температура воздуха в Болховском районе — 5,1 °C.

## Население
| 2010 |
| ---- |
| 0    |

По данным Всероссийской переписи населения 2010 года жителей нет.
Национальный состав
Согласно результатам переписи 2002 года, в национальной структуре населения
русские составляли 100 % от общей численности населения в 3 жителя

## Инфраструктура
Было развито сельское хозяйство.
достопримечательности
К юго-западу находится Храм великомученика Дмитрия Солунского.

## Транспорт
Просёлочные дороги. Выезд на Р92 автодорогой федерального значения Р92 (участок Орёл — Болхов — Калуга).